# Adam King
Adam King (* 20. Januar 1783 in York, Pennsylvania; † 6. Mai 1835 ebenda) war ein US-amerikanischer Politiker. Zwischen 1827 und 1833 vertrat er den Bundesstaat Pennsylvania im US-Repräsentantenhaus.

## Werdegang
Adam King genoss eine akademische Schulausbildung. Nach einem anschließenden Medizinstudium an der University of Pennsylvania in Philadelphia und seiner Zulassung als Arzt begann er in York in diesem Beruf arbeiten. Zwischen 1818 und 1835 gab er auch die Zeitung York Gazette heraus; von 1818 bis 1826 war er Gerichtsdiener an den Gerichten im York County. In den 1820er Jahren schloss er sich der Bewegung um den späteren US-Präsidenten Andrew Jackson an und wurde Mitglied der von diesem 1828 gegründeten Demokratischen Partei.
Bei den Kongresswahlen des Jahres 1826 wurde King im zehnten Wahlbezirk von Pennsylvania in das US-Repräsentantenhaus in Washington, D.C. gewählt, wo er am 4. März 1827 die Nachfolge von James S. Mitchell antrat. Nach zwei Wiederwahlen konnte er bis zum 3. März 1833 drei Legislaturperioden im Kongress absolvieren. Seit dem Amtsantritt von Präsident Jackson im Jahr 1829 wurde innerhalb und außerhalb des Kongresses heftig über dessen Politik diskutiert. Dabei ging es um die umstrittene Durchsetzung des Indian Removal Act, den Konflikt mit dem Staat South Carolina, der in der Nullifikationskrise gipfelte, und die Bankenpolitik des Präsidenten.
Nach dem Ende seiner Zeit im US-Repräsentantenhaus praktizierte Adam King wieder als Arzt in York. Dort ist er am 6. Mai 1835 auch verstorben. Die Obduktion ließ auf Selbstmord als Todesursache schließen.